# Kōhei Yoshiyuki
Kōhei Yoshiyuki (japonès: 吉行耕平)  (prefectura de Hiroshima, 1946 - 29 de gener de 2022) va ser un fotògraf japonès.

## Biografia
Kōhei Yoshiyuki va aconseguir protagonisme el 1979 amb la seva exposició Kōen ((公園) ), Park) a Komai Gallery, Tòquio. Les fotografies en blanc i negre van ser presentades en un llibre publicat el 1980 juntament amb plans de persones que es dedicaven a activitats sexuals als parcs de Shinjuku i Yoyogi (tots dos situats a Tòquio), la majoria amb espectadors desconeguts al seu voltant. Les fotos es van fer amb una càmera de 35 mil·límetres i flaixos infrarojos. Gerry Badger i altres crítics van comentar com les fotografies plantegen preguntes sobre els límits entre espectador, voyeur i participant.
Les obres de Yoshiyuki estan presents a les col·leccions del Museum of Modern Art (Nova York), el San Francisco Museum of Modern Art, el Museum of Contemporary Photography (Chicago), el Houston Museum of Fine Arts i el North Carolina Museum of Art (Raleigh))
Exemples de la sèrie The Park de Yoshiyuki s'inclouen a l'exposició Exposed: Voyeurism, Surveillance and the Camera celebrada a la Tate Modern del 28 de maig al 3 d'octubre de 2010.

## Àlbums de Yoshiyuki
- Dokyumento: Kōen (ドキュメント公園)), Document: Parc). Sebun Mukku 4. Tòquio: Sebun-sha, 1980.
- Tosatsu! Sunahama no koibito-tachi: Uwasa no rabu airando sennyū satsueiki (盗撮！砂浜の恋人たち：噂のラブアイランド潜入撮影記)). Sandē-sha, 1983.ISBN 978-4-88203-022-5.
- Middonaito fōkasu: Mayonaka no sekigaisen tōsatsu (ミッドナイト・フォーカス：真夜中の赤外線盗撮)). Tòquio: Tokuma, 1989.ISBN 978-4-19-503985-4.
- Yoshiyuki Kōhei shashinshū: Sekigai kōsen (吉行耕平写真集：赤外光線)). Tòquio: Hokusōsha, 1992.ISBN 978-4-938620-36-3.